# Être ou ne pas être (film, 1922)
Pour les articles homonymes, voir Être ou ne pas être (film).
Pour plus de détails, voir Fiche technique et Distribution.
Être ou ne pas être est un film muet français réalisé par René Leprince, sorti en 1922.

## Synopsis
Le lieutenant de Kérouec commande un sous-marin basé à Bizerte en Tunisie. Un ami qui convoite sa femme lui fait fumer de l'opium, et il n'est pas présent lorsqu'un ordre arrive pour faire prendre la mer à son sous-marin, qui saute sur une mine, commandé par son officier en second. Tout le monde le croit mort, et il fuit dans le désert.

## Fiche technique
- Titre : Être ou ne pas être
- Réalisation : René Leprince
- Photographie : Julien Ringel
- Société de production : Pathé Frères
- Société de distribution : Pathé Consortium Cinéma
- Pays de production :  France
- Langue : film muet avec les intertitres  en français
- Format : Noir et blanc — 35 mm — 1,33:1 — Muet
- Métrage : 2 235 mètres (8 bobines)
- Genre : Film dramatique
- Durée : 74 minutes et 30 secondes
- Numéro de catalogue Pathé : 8980
- Dates de sortie :
  - France : 3 novembre 1922[1]

## Distribution
- Léon Mathot : Pierre de Kérouec
- Gaston Rieffler : Jean de Bayssie
- Renée Sylvaire : Jeanine de Kérouec
- Régine Dumien : Rosette
- René Donnio
- Maurice Cohen
- Maud Tiller
- Pierre Denols

## Note critique
« Il faut une grande science de l'effet dramatique pour qu'un film puisse monter de scène en scène pour arriver à un effet puissant à ce qu'on appelle « le coup de théâtre. » René Leprince sait fort bien doser ses effets et les répartir. (Boisyvon, dans L'Intransigeant, 4 novembre 1922) »